# Denise Levertov
Denise Levertov (Ilford, Essex el 24 de octubre de 1923–Seattle, 20 de diciembre de 1997) fue una poeta inglesa, nacionalizada estadounidense.

## Trayectoria
Nació en Ilford, Inglaterra, el 24 de octubre de 1923. Su madre, Beatrice Spooner-Jones Levertoff, era galesa. Su padre, Paul Levertoff, era un rabino ortodoxo de herencia jasídica y convertido en sacerdote anglicano. Educada en casa, Levertov mostró desde pequeña afición por la escritura. Cuando tenía cinco años de edad, declaró que sería escritora. Con doce años envió algunos de sus poemas a T. S. Eliot, quien le respondió con una encomiosa carta de dos páginas. En 1940, cuando tenía 17 años, Levertov publicó su primer poema.
Durante la Segunda Guerra Mundial, cuando Alemania intentó someter a Gran Bretaña con bombardeos aéreos, Levertov sirvió en Londres como enfermera. Su primer libro, The Double Image, apareció en 1946, editado por Cresset Press. En 1947 se casó con el escritor estadounidense Mitchell Goodman y se mudó con él a los Estados Unidos al año siguiente. Tras diversos conflictos, finalmente se divorciaron en 1975. Tuvieron un hijo, Nikolai, y vivieron principalmente en Nueva York, pasando los veranos en Maine. En 1955, se convirtió en ciudadana estadounidense. Para aliviar su difícil economía y en busca de inspiración, residieron también en otros países. Entre estos, fue fundamental, tanto para el desarrollo de su escritura, como para su vida personal, la estancia en México. Su madre, Beatrice Levertoff, murió en Oaxaca en 1977. A ella está dedicado el poema "Death in Mexico" (Muerte en México), el cual concluye:

Sobre su rostro pueden arrastrarse enredaderas y escorpiones
pero aunque los siglos limen
los párpados y las anchas fosas nasales, la mirada de piedra
sigue inmóvil, fija, absoluta,
una sonrisa negadora frente a la eternidad.
Los jardines desaparecen. Ella, aquí, era extranjera,
igual que yo. Su muerte
no era asunto de México. El jardín
era un rehén. Los viejos dioses
tomaron lo que era de ellos.

Los primeros dos libros de Levertov se concentran en las formas tradicionales y el lenguaje. Pero al mudarse se volvió más sensible a la variedad idiomática del inglés estadounidense. Su escritura acusó la influencia de los poetas de Black Mountain y William Carlos Williams, cuyo concepto del pie variable y su propuesta de reflejar en la poesía las modulaciones del habla cotidiana le permitieron construir su idea del ritmo. Su primer libro de poesía escrito en Estados Unidos, Here and Now, muestra los inicios de su transición y transformación. Su poema “With Eyes at the Back of Our Heads” estableció su reputación.
Durante los años 1960 y 1970, Levertov se volvió mucho más políticamente activa en su vida y trabajo. Como editora de poesía de The Nation, podía apoyar y publicar el trabajo de poetas feministas y activistas de izquierda. La guerra de Vietnam fue un foco importante de su poética. También en respuesta a la guerra, Levertov se unió a la Liga de Resistencia a la Guerra.
Su vida profesional estuvo dedicada a la educación. Tras mudarse a Massachusetts, Levertov enseñó en la Universidad Brandeis, MIT y Universidad Tufts. En la Costa Oeste, encontró un puesto como profesora de medio tiempo en la Universidad de Washington y por 11 años (de 1982 a 1993) profesora a tiempo completo en la Universidad de Stanford. Una vez retirada de la enseñanza, viajó durante un año realizando lecturas de poesía en Estados Unidos y Gran Bretaña.
En 1997, Denise Levertov muere a la edad de 74 años por complicaciones relacionadas con el linfoma. Fue enterrada en el Cementerio de Lake View en Seattle, Washington.

## Obra
La obra poética de Levertov se relaciona con variados temas, especialmente la política y la guerra (y lo que esta conlleva como sufrimiento, injusticia y prejuicios). Otro tema importante es la fe, ya que desde el lado paterno fue influida por el judaísmo y el cristianismo, además de los contactos con el misticismo y el trascendentalismo, que se vieron expuestos en su poesía. En los últimos años de su vida se convirtió en católica. Al respecto la poeta Amy Gerstler escribió en Los Angeles Times Book Review: “Dignidad, reverencia y fuerza son palabras que acuden a la mente cuando se busca cómo definir… a una de las poetas más respetadas de América”.
Escribió veinte libros de poesía y crítica. También hizo traducciones y antologías poéticas. Sus puntos de vista sobre la música en la poesía contribuyeron a afinar la terminología e idea de la poesía moderna. Dos elementos esenciales fueron la forma orgánica y la pausa versal, a los que dedicó sendos estudios: "Algunas notas sobre la forma orgánica" y "Sobre la función de la pausa versal".

### Poesía
The Double Image (1946)
 The Sharks (1952)
 Here and Now (1956)
 Overland to the Islands (1958)
 With Eyes at the Back of Our Heads (1959)
 The Jacob's Ladder (1961)
 O Taste and See: New Poems (1964)
 The Sorrow Dance (1967)
 The Family Guy (1967)
 Life At War (1968)
 At the Justice Department, November 15, 1969
 Relearning the Alphabet (1970)
 To Stay Alive (1971)
 Footprints (1972)
 The Freeing of the Dust (1975)
 Life in the Forest (1978)
 Wedding-Ring (1978)
 Collected Earlier Poems 1940-1960 (1979)
 Candles in Babylon (1982)
 The May Mornings(1982)
 Poems 1960-1967 (1983)
 Oblique Prayers: New Poems (1984)
 Selected Poems (1986) ISBN 0-906427-85-1
 Poems 1968-1972 (1987)
 Breathing the Water (1987)
 A Door in the Hive (1989)
 Evening Train (1992)
 A Door in the Hive / Evening Train (1993) ISBN 1-85224-159-4
 The Sands of the Well (1996)
 The Life Around Us: Selected Poems on Nature (1997)
 The Stream & the Sapphire: Selected Poems on Religious Themes (1997)
 Living

### Prosa
The Poet in the World (1973)
 Light Up the Cave (1981)
 New & Selected Essays (1992)
 Tesserae: Memories & Suppositions (1995)
 The Letters of Denise Levertov and William Carlos Williams, editado por Christopher MacGowan (1998).
The Letters of Robert Duncan and Denise Levertov, editado por Robert J. Bertholf & Albert Gelpi. Stanford, CA: Stanford University Press, 2004.

### Traducciones
In Praise of Krishna: Songs From the Bengali (1967)
Selected Poems by Eugene Guillevic (1969)
Black Iris: Selected Poems by Jean Joubert (Copper Canyon Press, 1989)

### En español
El poeta en el mundo (ensayos). Traducción de Ugo Ulive. Monte Ávila Editores, Caracas,1979
El paisaje interior (ensayos; 1990). Traducción de Patricia Gola. Universidad Autónoma de Tlaxcala.
Arenas del pozo (poesía), La poesía, señor hidalgo, Barcelona, España, 2007.
Antología poética (poesía). Edición bilingüe, traductores: Cristina Gámez Fernández y Bernd Dietz. Hiperión, 2013.
Pausa versal. Ensayos escogidos (ensayo), traducción de José Luis Piquero. Vaso Roto, Fisuras, España, 2017.

## Premios y distinciones
- Premio Shelley Memorial.
- 1990, Medalla Robert Frost.[3]
- 1976, Premio Lenore Marshall.
- Premio Lannan.
- Beca Guggenheim.
- Beca del Instituto Nacional de Arte.

### Estudios
La poética de la experiencia sensible en la obra de Denise Levertov, Cristina María Gámez Fernández, tesis doctoral. Universidad de Córdoba, España. En línea.